# 機動戰士GUNDAM F91
《机动战士高达F91》（機動戦士ガンダムF91）是一部日本科幻动画电影，也是机动战士高达系列作品之一。本片由日本动画制作公司日昇制作，于1991年3月16日在日本首映。在本片的制作中导演再次与《机动战士高达》的角色设计师安彦良和以及机甲设计师大河原邦男合作。但是在这部电影中并未出现在以往高达系列中登场的人物，仅有部份在电影《機動戰士GUNDAM 逆襲的夏亞》中曾经出现的机动战士或舰艇等继续在本作中登场。
高达系列创作者富野由悠季尝试书写一段新的高达世界传奇，故事背景设定在电影《機動戰士GUNDAM 逆襲的夏亞》30年之后。在虚构纪元宇宙世紀0123年，主人公西布克·阿诺生活着的新兴太空殖民地“边境IV”突然遭到鼓吹贵族主义的罗纳家族旗下名为“死亡先锋”的武装组织袭击。为了逃离战场，西布克与同伴们登上了附近太空殖民地“边境I”内一艘练习舰“太空方舟”号，并启动了舰内所整备的高达F91。之后，西布克在战场上遇见了成为敌方建国“宇宙巴比伦”象征的恋人塞茜莉。最终两人联手击败了“死亡先锋”的领导人铁假面。
本片最初计划为52集的电视系列，但由于制作上的冲突而被缩减为电影。影片上映后票房不佳，但各方对本片角色塑造普遍持正面的评价，但是对导演自身能力的评价则倾向于负面。

## 概要
本片是1991年3月16日由松竹系院线上映的GUNDAM系列動畫電影，简称为《F91》。宣传口号是“觉醒吧，宇宙。‘高达’新时代-第一章”（目覚めよ宇宙。" ガンダム "新時代-第一章），“高达，踏上新的宇宙之旅……”（ガンダムは、新たなる宇宙へ…），“人类，何时能够忘记战争？”（人は、いつ戦争を忘れることができるのか？）。另外还有《武者・骑士・指挥 SD高达紧急出击》与本片同步上映。影院公映时的片长为115分钟。2020年10月2日，作为“高达影像新体验TOUR”，《机动战士高达F91 完全版》进行了4DX放映。
本作是为了纪念《机动战士高达》电影化十周年而制作的院线原创作品。对于日昇公司而言，这是他们除了《SD高达》系列以外制作的第二部原创高达系列动画电影作品。本片也是日昇公司首次使用VistaVision格式的动画纸进行绘制的院线动画作品。在此之前，该公司的所有院线动画作品都是在普通大小的动画纸上进行上下裁剪，以符合VistaVision的宽高比。
以阿姆罗·雷以及夏亚·阿兹纳布尔为中心的故事情节始于初代《高达》故事，并在前作《機動戰士GUNDAM 逆襲的夏亞》中画上了句号。有鉴于此，本作旨在启动一个由新时代和新角色构成的新高达系列。故事背景设定在宇宙世紀0123年，距离一年战争已经过去了40年以上，距离第二次新吉翁战争已经过去了大约30年。虽然之前系列中的角色不再出现，但是一些在《逆袭的夏亚》等作品中出现的机动战士和舰船等元素将继续出现。

## 故事

### 背景
在没有大规模战争的和平世界，人类的大部分已经迁居到了从地球到月球轨道上设置的太空殖民地，这些殖民地由一个超越国家框架的全球性组织，即地球联邦政府统治着。
然而，在漫长的和平期间，随着敌对势力的消失，地球联邦政府开始走向腐败之路。政府开始打击居住在地球上的普通民众，并将他们排斥到宇宙之外。政府高官们由于特权而继续在地球上生活，地球环境却在恶化。对此，布荷康采恩集团的领袖麦兹亚·罗纳提出了“宇宙贵族主义”的思想，主张“站在人们之上的人必须具有高贵的精神，成为人们的榜样”。他计划通过排除已获得特权的既得利益者，建立了一个重视能力的阶级制度，重建社会。并密谋推翻地球联邦政府，私下建立了军事组织“死亡先锋”。

### 正片
宇宙世纪0123年3月，罗纳家族以铁假面和德雷尔·罗纳率领的“死亡先锋”部队突袭了新兴太空殖民地“边境IV”。联邦军的机动战士部队试图进行反击，但毫无胜算，只是徒增战火的蔓延。在城市中充斥着战火、混乱和无情的死亡的情况下，“边境IV”内学院学生西布克·阿诺和他的妹妹莉丝，与朋友们一起试图躲进掩体避难，逃离袭击。他们登上钢坦克R-44逃离战场，并最终成功逃离了殖民地，但同行的塞茜莉·菲亚乔特却被“死亡先锋”部队带走了。原来，塞茜莉的真实身份是麦兹亚·罗纳的失散孙女贝拉·罗纳。在被死亡先锋占领的“边境IV”，为了实现宇宙贵族主义而开始建立国家“宇宙巴比伦”，而塞茜莉则被推举为宇宙巴比伦的象征。
与此同时，西布克一行人到达了附近的殖民地“边境I”，并得到了在此驻留的地球联邦军的太空训练舰“太空方舟”的庇护。舰内有一艘正在维修中被命名为高达F91的机动战士。在妹妹莉丝的帮助下完成F91的整备后，西布克驾驶F91开始对进犯“边境I”的死亡先锋进行反击。而塞茜莉则驾驶着死亡先锋旗下专用机动战士，两者在战场上相遇。在成功劝服塞茜莉后，西布克带领众人冲出死亡先锋在“边境I”布下的重围并与塞茜莉联手成功击败死亡先锋的领导者铁假面。

## 作品解说
标题中的“F”是“Formula（公式）”一词的首字母。这个词除了意味着“公式”之外，还包含着“基准”的含义。因此，为了表达“创建高达的新基准”的意思，这部作品的标题和登场的主角高达都被命名为“高达F91”。根据导演富野由悠季的说法，相较于前作《逆袭的夏亚》的复杂性，本作注重于“易懂性”。主人公成为了一个易于理解的英雄，故事也以一个欢乐的结局告终。《逆袭的夏亚》探讨了新人类理论，而本作则围绕着“家庭问题”这一非常贴近生活的主题展开，因此对新一代观众来说更容易理解。富野表示，本作的故事主题是“家庭论”。出于这个原因，富野由悠季认为这部作品“在故事方面是成功的”。
本作是由导演富野由悠季和日出株式会社制作的动画电影，于1991年上映，是高达系列“宇宙世纪”宇宙世纪的倒数第二部作品。最初计划是一部52集的电视系列，但由于生产冲突而被缩减，并在票房上失败。故事发生在《机动战士高达 逆袭的夏亚》30年后。影片中没有任何来自前作的英雄。角色设计由安彦良和担任。
本作是为纪念《机动战士高达》电影化10周年而制作的剧场原创作品。对于日升动画来说，这是第二部单独为大银幕制作的高达电影作品。它是日升动画在电影动画中首次使用寬銀幕尺寸的动画纸进行作画的作品。此前该公司所有的剧场动画都是使用普通尺寸的动画纸，并通过裁剪上下部分来适应宽银幕的纵横比。
自首部《高达》开始，以阿姆罗·雷和夏亚·阿兹纳布尔为中心的故事线在前作《机动战士高达 逆袭的夏亚》中落下帷幕。因此本作旨在通过新的时代和人物开启新的高达系列。故事背景设定在宇宙世纪0123年，即一年战争结束40多年后，第二次新吉翁抗争约30年后。虽然之前系列中的人物不再出现，但《逆袭的夏亚》等作品中的一些机动战士和舰船会继续登场。
在电影公映后，制作了《机动战士高达F91 完全版》（导演剪辑版）。这是为了纠正制作延迟导致的动画失误，进行了一些主要场景的修剪和修正，增加了约5分钟的新镜头，并重新编辑了音轨，并以视频形式发售。
尽管企划书中写着“《F91》的续集一定会制作”，但由于各种原因，截至2022年为止电视系列的续集尚未制作和播出。取而代之的是在1993年以本作30年后为背景的电视系列剧《机动战士V高达》开始播出。本作之后的故事在由富野原作的漫画《機動戰士海盜GUNDAM》中有所描述。尽管《高达》系列的剧场动画在本作之后仍有发布，但所有这些都是通过重新剪辑电视剧或OVA作品并添加新镜头而完成的。完全新作的剧场动画直到本作19年后的2010年，才有《剧场版 机动战士高达00 -A wakening of the Trailblazer-》的制作和公映。

## 制作
| 企畫、制作 | SUNRISE                                                                                     |
| 原案       | 矢立肇                                                                                      |
| 原作、監督 | 富野由悠季                                                                                  |
| 劇本       | 伊東恒久、富野由悠季                                                                        |
| 演出       | 杉島邦久                                                                                    |
| 布景       | 北原健雄                                                                                    |
| 美術       | 池田繁美                                                                                    |
| 攝影       | 奥井敦                                                                                      |
| 作畫監督   | 北原健雄、村瀬修功、小林利充                                                                |
| 音樂       | 門倉聰                                                                                      |
| 音響       | 藤野貞義                                                                                    |
| 人物設定   | 安彦良和                                                                                    |
| 機械設定   | 大河原邦男                                                                                  |
| 製作       | 山浦榮二                                                                                    |
| 制作委員會 | - 松竹：奥山和由 - 創通：那須雄治 - 名古屋電視台：木谷忠 - 萬代：山科誠 - SUNRISE：伊藤昌憲 |

这部作品被计划为“新时代的高达”，在计划初期，万代的模型事业部就已经参与其中。在项目筹划初期，包括导演富野由悠季在内的制作团队就有将本作制作成电视系列的考量，但在与万代等方面的讨论后，最终决定制将其作成一部院线作品。最初计划将《机动战士高达F91》制作成一部完整的52集动画电视剧，以庆祝《高达》系列电影首映十周年。但由于制作人员之间的争议和资源冲突，项目陷入了生产困境。在第一至第十三集的剧本写完后，该项目被中止。随着《机动战士高达》电影版的院线上映十周年，原本打算用于电视系列的第一季部分故事，内容被重新整理制作成了完全的新作品。随后决定将已制作的内容压缩成一部剧场版电影。然而，考虑到作品不能仅仅存在一段时间就消失，制作方还进行了影片相关的游戏作品开发，并同时展开了模型企划《機動戰士GUNDAM F90》。当时的日昇公司总裁山浦荣二也表示：“既然（高达系列）已经走过了10年，那就要做一个能再撑10年的作品。”
安彦良和以及大河原邦男在本片制作中再次与富野由悠季合作，重组了原《机动战士高达》的核心制作团队。安彦良和在《机动战士高达》之后并未参与过其他作品的制作，而他参与本作的条件之一是能像在原作中那样参与剧本的创作。然而最终他并没有直接参与本片故事的开发，而仅是安排了一些动画的部分，并着手设计了片中的部分元素，如电影中使用的太空服。大河原邦男也在《机动战士高达ZZ》之后再次返回高达系列，设计了本片中出现的每架机动战士。他设计的机动战士是根据与富野的讨论而来的，就像他们在原作中合作时一样，但他们在如何彻底改变设计元素和主题方面存在分歧。大河原最初尽量保持设计中线条的数量最少，因为将其动画化到一部长篇电影中的难度会增加，但日昇公司要求他尽可能多地使用线条。
由于日升动画公司希望《高达F91》由《机动战士高达》的原始创作团队制作，因此选择了大河原邦男作为机械设计师，安彦良和作为角色设计师。这两位与富野由悠季一起，被认为是《高达》的象征性创作者们时隔多年再次齐聚一堂。在2022年的一次采访中安彦良和谈到，开始参与《高达F91》的制作非常困难。在《机动战士高达》制作完成之后，他决定不再参与该系列任何续集的制作。因此，他刻意与此后该系列的项目保持距离。然而，他还是被制作方极力邀请加入《高达F91》的制作团队。另一个原因是该项目完全不同于之前的作品。导演富野由悠季尝试讲述一个与早期的《Z高达》等作品完全不同的全新故事，而这也改变了安彦的看法。不过，在原版系列制作期间，他与富野的关系是积极且富有成效，而在那之后富野则与所有人疏远，表现得仿佛他是唯一对项目成功负责的人。从那时起，他们之间的交流几乎停止了。在这种情况下的合作也变得不太现实，直到《高达F91》他们才重新联系。然而，安彦只负责角色设计，因为当时他已经退出了动画制作。
本作企划始于1988年至1989年间，跨越了日本年号变更的时期，直到1990年1月基本确定了形式并开始了制作。
《机动战士高达ZZ》之前都有专门负责科幻考证的人员，但这次的企划不仅涉及科幻，更关注家庭和战争，既是军事作品又是机器人作品，因此制作组决定寻求具有漫画思维的人的合作。于是，漫画家西野公平参与了本作的制作并负责进行军事和科幻考证。西野提出了有关机动战士编队结构、集团战斗的想法、巴库以及“分身”灵感的原始构想——多重装甲的“十二单高达”等提案。
1989年（平成元年）2月，制作组开始了“平成高达”的开发。虽然是以高达主题为主的项目，但与导演富野的基本设定工作分开，先行启动了一个以机械设计（仅限于机动战士）为开发原始方案的预备计划。4月开始了具体的会议。确定了这部作品将是完全不同于以往的时代设定和背景。到了这个阶段，大河原邦男和安彦良和很可能已经分别开始负责机械设计和角色设计相关的活动。5月，项目进入了具体实现阶段。根据富野导演的笔记中的文字，提出了新的世界观、敌人、角色等，然后继续根据这些笔记制作新的备忘录。8月，提出了贵族主义、死亡先锋以及宇宙巴比伦的世界观，主人公西布克和贝拉的名字也已经出现。大河原和安彦的参与正式确定。由于电视系列通常需要在9月之前确定设定，因此正式开始了全面的机械设计工作。9月，尚未确定是电影还是电视系列，但工作已经开始，初步的企划书为电视系列做好了准备。10月，电视系列的剧情构思（前13集）完成，但由于时间安排的原因，已经无法在1990年4月开始电视剧的播放。在10月中旬决定改为制作电影，导演对尚未完成的故事结构进行了调整，将之前的剧情草案直接用于电影的初步剧本。
1990年1月，制作了电影的计划书，尽管剧本尚未完成，但富野导演已经开始绘制分镜。

### 机械设定
关于机械设计，由于时代背景的更新，需要建立全新的机动战士概念，再加上这是新系列的第一章，因此认为“大河原邦男是最适合设计这个时代基础设计的人选”。
本作品中，机动战士的设计引入了许多新元素，例如机动战士的小型化。机动战士的全高缩小到15米，以使人和机动战士的互动更加紧密。此外，新高达的设计主题包括“分身”和“人的面孔”，这些机关也被纳入设计之中。本作中登场的机动战士（MS）的一个特点是相较以往作品中的更为小型化。初代高达的头顶高度约为18米，到了《逆袭的夏亚》中MS变得大型化，其中ν高达达到了22米。然而，本作的MS则大幅小型化到了15米左右。从动画演出方面的原因来看，富野表示：“最大原因是当制作模型时，更容易与同比例缩小的人类模型结合，便于制作立体情景模型等。”这与的机器人小型化原因几乎相同。富野本人希望将尺寸小型化到10米以下，但最终由于商品推广的需要，尺寸保持在了15米左右。此外，小型化的目的也是为了降低塑料模型等商品的成本。这一设定未能被传统粉丝接受，尤其是模型爱好者中有很多不满的声音。此外，在影像演出上也显得中途半端，难以发挥“与人形模型结合更容易”这一优点。因此，下一部作品《机动战士V高达》基本上采用了15米的尺寸，但敌方的MS中也出现了一些第1期MS尺寸的新型机体。此外，从之后制作的《机动武斗传G高达》到《新机动战记高达W》设定为约16.7米，而富野担任导演的《∀高达》之后则再次回到了20米的尺寸。自《高达》以来，久违的由富野参与讨论并制作的机动战士（MS）因其与以往的大幅变化而引起了褒贬不一的反响。
关于配色，工作人员普遍认同“高达应该是白色机体”，大河原也是以这个理念进行设计的。最终虽然根据万代的要求加入了蓝色，但“以白色为主”的原则没有改变。死亡先锋的机体颜色由负责颜色指定的制作人员决定，机体的主颜色依然延续为单色。在万代发售的高达F91系列塑料模型中采用了当时的先进“系统注塑”技术。这种技术通过多色注塑将多种颜色的零件放置在同一片塑料板上，降低了模型制作的难度，考虑到了年轻人的需求。
作为主角机体的高达F91，与作为“回归原点”的ν高达相比，除了具有非常典型的高达风格的头部设计和以白色为基调的红、蓝、黄三色外，尽可能地摒弃避免了高达的标志性设计元素。最初的设计因为过于“高达风格”，导致富野导演提出了“想要更具挑战性的设计”的要求。因此，大河原采用了当时备受关注的F1赛车等赛车的设计理念，最终形成了高达F91的设计。与此同时，之前进行的设计则以模型企划的形式展开，成为了模型企划《机动战士高达F90》。
而敌方死亡先锋的机动战士（MS）则是从“宇宙巴比伦的MS”这个概念出发，富野导演提出了以“古代巴比伦”为主题的构思。大河原查阅了历史上巴比伦地区（底格里斯—幼发拉底河流域）的民族服饰等资料以获取灵感，并将“单眼”设计改为“护目镜”。由于也考虑到可能会有电视系列化的可能性，因此对于敌方MS的设计也采取了严谨的态度，设计了侦察型、格斗型和攻击型三种类型，并将其分为指挥官用和一般用，共完成了6种设计。
大河原通常会考虑作画的工作量，注意减少线条数量，但由于本作是剧场作品，日升动画方面要求他“线条减少的工作会在后期进行，敌我双方的机体尽可能加入细致的细节”。因此，大河原在绘制细节的同时，也设计了仅凭轮廓就能区分机体差异的外形。此外，由于当时不是数字绘画，而是手工上色，调配多种颜色和进行颜色分割非常困难。在设计工作的后期，大河原因患脑膜炎住院，当时隶属于日升动画企划室的石垣纯哉负责绘制了杰刚的重新设计以及“巴库”和機動裝甲（MA）“拉弗雷西亚”的初步设计。大河原出院后对后两者进行了清稿。
由于缺乏足够的人手和时间来设计新的机械，因此舰船等沿用了旧有的设计，并为了调整细节，日升动画的中泽数宣以细节设计师的身份参与其中。

#### 登场机体
高达F91（GUNDAM F91）
作为主角机，机体名中的“高达”是向过去活跃的机动战士致敬，由太空方舟船长代理里亚里·埃德贝利命名。正式名称与F90相同，直接采用型号编号“F91”，而西布克在出击时也称之为“F91高达”。
赫比钢（HEAVY-GUN）
由大河原邦男与敌方MS在同一时期设计。初期稿中它被暂称为“联邦军重型MS（新型）”。导演富野由悠季要求“彻底‘便宜’地制作”，大河原基于杰刚，以箱形结构的连接为基础进行了设计。
比基纳·基娜（VIGNA GHINA）
这是一款基于死亡先锋技术开发的指挥官和高级军官用的试作型机动战士。它采用了非常奢华的材料制成，具有通用性，是一款平衡良好的高档机型。作为死亡先锋的军事象征，该机被定位为贝拉·罗纳的专用机。
拉弗雷西亚（Lafressia）
本机最初的构思是由该作的导演富野由悠季作为敌方终极机体设计的“梅多扎克”。但富野称“梅多扎克太强大了”，因此将其推迟到下一部作品中登场。在这个基础上，富野由悠季画了草图。

### 角色设定
至于角色设计，由于原本计划是电视连续剧导致计划登场的人物众多。之所以选择安彦良和，是因为“只有安彦良和能够绘制这么多角色，并且让他们看起来吸引人”。安彦最初并不太感兴趣，但在确定能够进行充分讨论并参与剧情创作的条件下，他接受了这个任务。此外，安彦在完成本作后退出了动画制作工作。本片最终登场的角色几乎都出自安彦良和最初手稿中所描绘的形象。但是主角西布克据说是在导演的意见下，最终决定带有良好人家成长起来的普通年轻人的感觉。在初稿中，塞西莉被描绘成“让人着迷的恶魔般的女主角”，即所谓的“魔性之女”。但总导演富野由悠季表示“这不对”，于是安彦重新将其描绘成一个温柔可爱的女孩。这一角色最初设定真名为“贝拉·罗马”（ベラ・ロマ），但由于它的意思是“伟大的罗马帝国”，因此导演的一位美国顾问建议更改姓氏为“罗纳”（ロナ）并得到采纳。在安彦良和的草稿中，薩比尼·夏爾带着窄框太阳镜。但由于看起来像是竞技游泳用的护目镜，在总导演富野由悠季的建议下，最终被改成了眼罩式的单片眼镜。至于这眼罩是装饰用还是薩比尼是真的单眼，工作人员之间并没有特别确定。

#### 主要登场角色
| 角色            | 日语配音   | 人物特质 |
| --------------- | ---------- | --- |
| 西布克·亞諾     | 辻谷耕史   | 在太空殖民地“边境IV”高中就读的男生，因死亡先锋攻击“边境IV”而被卷入战火，后来驾驶母亲参与开发的高达F91活跃在战场上。                     |
| 賽西莉·菲亞查德 | 冬馬由美   | 原名“贝拉·罗纳”，是与西布克同级的女生，因实际上是罗纳家族的子女而被死亡先锋带走作为其建立的“宇宙巴比伦”的象征，之后与西布克在战场重逢。 |
| 莉絲·亞諾       | 池本小百合 | 西布克的妹妹，特长是翻花繩，无意中发现翻花绳是引导高达F91启动电脑的关键。                                                               |
| 鐵假面          | 前田昌明   | 本名“卡罗佐·罗纳”，是死亡先锋的最高指挥官，賽西莉的生父。                                                                               |
| 杜雷·羅納       | 草尾毅     | 卡罗佐·罗纳与前妻之子。 |
| 薩比尼·夏爾     | 梁田清之   | 死亡先锋的精英指挥官，思维冷酷。 |

## 音乐
本片背景音乐由门仓聪制作。当片中反派铁假面登场时，就会响起类似电影《星際大戰》中《帝國進行曲》的旋律。而在太空激战场面时，背景音乐又类似“霍斯战役”时的曲调，甚至是《帝国反击战》中“云中之城”的旋律以及尤達大師对的训练时的背景音乐，这一切都指向的《星球大战：帝国反击战》原声带。虽然可以看出为了避免版权问题而在曲调的部分细节处做出了一些差异，但听众肯定会注意到其中的相似之处。
与《逆袭的夏亚》用音乐引出正片不同，本片以音效代替音乐先行。藤津亮太认为音效先行更像是“为强调故事开幕而制造的紧迫感”。作为一部重启高达系列世界观、更新时代背景与角色设定的作品，其先行音效是灼烧太空殖民地外壁的声音——正片开始后，外壁迅速被炸开，本作的敌人“死亡先锋”的机动战士随即入侵，伴随着标题与号角声，宣告故事正式开启。这里的音效被用作强调全新开场的铺垫。
本片主题曲是森口博子演绎的《ETERNAL WIND〜微笑在闪耀的风中〜》。这首歌曲由西协唯作词作曲，由影片的背景音乐制作人门仓聪负责编曲。此外，本片还有一首同样由森口博子演唱的印象曲《凝视着你－The time I'm seeing you－》（君を見つめて -The time I’m seeing you-）。

## 影像配信
2020年5月22日，为纪念YouTube高达频道突破50万订阅者，制作方举行了24小时限定的直播活动。日本电影院进行了本片完整版的4DX展映，作为高达视频新体验之旅的一部分。在活动的开头和最后都播放了森口博子为本片准备的录像。同年11月6日，为纪念METAL BUILD高达F91 CHRONICLE WHITE Ver.商品化，也进行了48小时的限时直播。
2008年，该电影以1.78:1的比例和LPCM 2.0音频格式发布了蓝光版。2011年的再版（限量版）在Oricon榜单上排名第13位。美国Right Stuf公司于2017年发布了蓝光版。这次电影以1080p的分辨率和H.264编解码器呈现。在旧版DVD的画面中，黑色背景上会有很多噪点的问题，在新的蓝光版中得到了解决。这一版的画面颜色更加明亮和鲜艳，细节也得到了改善。5.1声道的配置在战斗场景中更胜一筹，音效和低音被极大的增强，立体声也相当不错，尤其是在未经压缩的PCM中。这一版本的包装采用了标准尺寸的蓝光盒，其中包含了一些插图。与以往的发布形式有显著区别，这些插图类似于1970年代末到1980年代的海报风格，呈现出偏绿色调。封底上有一些人物和机体的图像，还有F91本身的图像。光碟内置的菜单更易于导航，不再存在以往版本中难以搜索内容的问题。光碟内的附加内容几乎与以前版本相同（预告片、宇宙世纪时间线、制作人评论），但删除了以往版本中的人物和场景画廊以及机动战士相关的介绍文件。
2018年，《高达F91》的4K Ultra HD蓝光碟（2160p，HDR10）重新发行，提供完整和剪辑版两种选择，新增DTS-HD Master Audio 4.1音频，还附带了一本100页的书籍，内含宝贵的制作资料（剧本，草图），以及本片制作人员的采访。2019年，蓝光光盘作为“宇宙世纪高达图书馆”系列的一部分上市销售。
2021年，英国公司Anime Limited发行了4K Ultra HD光碟。限量版包括特别制作的外包装盒以及一本52页小册子。

## 海外放映
在香港，本片曾由安樂影視有限公司發行，定名為《機動戰士高達F91》，戲院放映版本於1991年7月18日至8月9日，與的劇場版共同上映，票房為港幣1,877,169元。一如往年，安樂公司於是年7月上旬舉辦動畫影展，是年名為《'91日本動畫群英會》，在香港會議展覽中心及香港科學館舉行，選映作品包括本片等多部高達系列劇場版。在法国，该电影自2005年9月7日起由Beez公司发行，有字幕版本。

## 续集
在2019年Anime NYC大会上举办的“高达日”活动中，富野由悠季回答了粉丝和媒体的提问。关于观众是否会看到《机动战士海盗高达》的动画化，他表示：“我认为会的”。而对于是否会回归《高达F91》并进行重新制作，导演简短地回答：“不会”。

## 相关作品

### 小说和漫画
小说《机动战士高达F91 死亡先锋》由富野由悠季创作，插图由美树本晴彦绘制，共两卷，于1991年由角川书店出版。井上大辅1991年将本片改编成漫画，由讲谈社旗下杂志《Comic BomBom》连载。这部漫画《机动战士高达F91》在2000年由大都社再版，作为《机动战士高达0080：口袋中的战争》的一部分。安田裕之于1993年绘制的漫画《机动战士GUNDAM 影子方程式91》（刊载于《Comic BomBom》），以及山口宏与仲原礼于1990年创作的《机动战士高达F90》（刊载于万代旗下的《MS SAGA》杂志）这两部作品都讲述了电影故事发生之前的事件。
长谷川裕一在《GUNDAM ACE》杂志上发表了多部《海盗高达》系列的漫画，讲述了西布克和塞西莉在电影十年之后的故事。包括《海盗高达 LOVE&PIECE》（2卷）、《海盗高达 X-11》（2卷）、《海盗高达 GHOST》（12卷）、《海盗高达 DUST》（13卷）、《海盗高达 钢铁的七人》（3卷）以及《海盗高达 骷髅之心》（1卷）。此外，他还宣布了新作《机动战士海盗高达 Karras》的计划。在2015年AnimeAnime网站的调查中，《海盗高达》获得了最希望被改编为动画的第一名。2016年，高达官方推特账号也公布了相同的结果。该系列的故事发生在《高达F91》事件的十年后，电影中的许多角色和重组后的死亡先锋都会登场，他们与垄断了核聚变所需的氦-3供应的木星帝国作战，这种垄断自一年战争以来一直导致血腥冲突。
由大野純二负责作画的《机动战士高达F91前传》，从《月刊GUNDAM ACE》2020年3月号开始连载。这部漫画主要描绘了电影的前传故事，发生在宇宙世纪0122年，其中出现了传说中的白色F91。至2024年6月号《月刊GUNDAM ACE》，本作连载结束。

### 游戏出场
1991年，一款基于电影的电子游戏在超级任天堂平台上推出，名为《機動戰士GUNDAM F91 Formula戰記0122》。《高达F91》也出现在高达系列的各种游戏中，如《机动战士GUNDAM：GUNDAM VS GUNDAM NEXT》（2009年）、《机动战士GUNDAM EXTREME VERSUS》（2010年）、《SD GUNDAM G GENERATION OVER WORLD》（2012年）、《GUNDAM VERSUS》（2017年）、《机动战士GUNDAM EXTREME VS MAXI BOOST ON》（2020年）、《机动战士GUDNAM EXTREME VS. 2》（2021年）和《SD GUNDAM 激鬥同盟》（2022年）。此外，在由Omega Force开发、Bandai Namco Games于2007年至2013年发行的《高達無雙》系列中也有登场。这部电影中的元素还出现在其他游戏中，如《超级机器人大战》系列的《II》、《III》、《EX》、《第4次》、《F/F完结篇》、《α》、《第2次α》、《COMPACT》、《IMPACT》、《64》、《X》和《X-Ω》等作品中。

## 影视发布
《高达F91》最初由Bandai Visual以LaserDisc形式发行，包含了未删减版本。DVD版本于2001年面世。在美国，Bandai Entertainment于2004年发行了DVD，格式为1.85:1（信箱模式），音效为Dolby Digital 5.1（英语）和2.0（日语）。图像保持原始比例，与之前的发行版本和许多网上的盗版相比，画面更加清晰，色彩准确，颗粒感和噪点最小化，除了一些偶尔的划痕外，整体效果超出预期。从画质上看，很难判断这部动画的制作年代。DVD套装包含两个光盘，分别提供电影的两个版本，第二张光盘包含扩展音轨和导演评论，尽管从视频角度来看，它们似乎相同。关于配音，日语原版立体声（224 kbps）稍占优势，但英语5.1声道在音效和音乐上表现更佳。一般来说，讨厌配音的纯粹主义者可能会失望地发现，这一版的英语配音做得很好，这也增加了影片的价值。5.1声道提供了显著的声道分离效果，这是现代声音设计的结果，混音几乎在所有方面都优于其他音轨。特别版还包括导演托尼·奥利弗以及制作人埃里克·谢尔曼和增田信夫的评论。其他附加内容标准，包括预告片、一些制作草图、截图和角色描述；尤为突出的是高达宇宙的时间轴。最终，《特别版》获得了“强烈推荐”的评价。The Fandom Post在2013年对其进行了测试，使用的设备包括索尼KDL-70R550A电视、PlayStation 3蓝光播放器（通过HDMI连接）、安桥TX-SR605 AV接收器、松下SB-TP20S音响系统和100瓦低音炮。测试结果相当不错，期望未来能推出高清版本。

## 评价
本片于1991年3月16日在日本上映，但反响不一，评价不佳。许多爱好者指出剧本存在一些缺陷：由于意外改编成电影，节奏过快，配角发展不足，深度不够。作品也被批评缺乏原创性，例如主角西布克与阿姆罗·雷之间的相似性。此外，与此同时上映的OVA《机动战士高达0083》（故事背景设定在《机动战士Z高达》之前）获得了极大的人气，对该电影构成了强大竞争。因此，《机动战士高达F91》的最初电视系列计划被放弃。
在NHK于2023年进行的一项调查中，《高达F91》在最受欢迎的高达作品中排行第18。乔纳森·克莱门茨和海伦·麦卡锡（Helen McCarthy）在百科全书中写道，《高达F91》是一次尝试从头开始的停滞不前，换了新的演员阵容，将故事情节移至未来。恋爱中的青少年发现，女主角賽西莉·菲亞查德（Cecily Fairchild），就像之前的夏亚一样，是一个强大贵族家族（在这种情况下是罗纳家族）的后代，决定强加给太阳系一个“千年帝国”。尽管故事在漫画《海盗高达》中继续，但并没有被改编成动画。CBR将《高达F91》列为10部过时的经典机甲动画片之一。在《24部最佳高达动画电影》的排名中，本片的排名最低。Paste杂志在《100部最佳动画电影》名单中只给了这部电影最后一名，指出该系列发行在高达宇宙中是一个奇怪的异常，而且是不受欢迎的。本片主角西布克是一个典型的英雄，就像《翼神世音》中的神名綾人、《沉默的未知》中的龙·索玛以及《超时空要塞》中的一条辉，是一个倔强的年轻战士，被迫投身战斗，但他继续保护自己的家人、朋友和宇宙殖民地免受敌人的侵害。The Fandom Post认为，高达系列故事的核心始终是人与人之间的关系。关于《高达F91》中的新素材，“富野不仅仅是将一切都准备好放在银盘上；他让人们自己努力填补空白。”
《高达F91》采用了优化的设计和流畅的动画，就像《逆袭的夏亚》一样，这表明其拥有庞大的制作预算。从这个角度来看，賽西莉·菲亞查德尤其引人注目，她的外表、服装和行为都随着情节的发展而变化。《0079》和这部电影中都存在父辈与子女之间的冲突、青少年的叛逆、对腐败机构和权力当局的不信任。希布克和塞西莉都对父母抛弃他们感到愤怒。但在《F91》中，有一场关于恋人重逢的浪漫场景，尽管两人隔着太空服。这一场景伴随着美妙的片尾曲《ETERNAL WIND〜微笑在闪耀的风中〜》，歌词中写着“祈祷，不要打破我们的永恒宁静（Pray, don't break a peace forever.）”。
《福布斯》的评论员认为，《高达F91》试图为1990年代的观众进行更新的尝试，但结果并不令人满意。在《逆袭的夏亚》（U.C. 0093年）之后，宇宙世纪的故事向前迈进了30年的时间（U.C. 0123年）。此后，同样的情况也发生在《V高达》（U.C. 0153年）中。《高达独角兽》（U.C. 0096年）和《闪光的哈萨维》（U.C. 0105年）的故事稍微填补了期间断裂的故事线。而《闪光的哈萨维》的目的更是展示导致《F91》故事背景的因素，即太空殖民地再次变得强大并渴望独立。本片的开头是最出色的部分之一，展示了和平民众的面对战争的恐慌和困惑，以及奥尼尔太空殖民地内部的生活。在高达系列中，战斗通常发生在太空中或地球上。本片故事中，除了吉翁的消失之外，另一个重要的政治变化是消除了为联邦和吉翁双方制造机动战士的月球企业阿纳海姆电子公司。该企业曾在《逆袭的夏亚》中达到了顶峰。故事中的联邦政府决定将其替换为海军战略研究所。尽管一代人在更替，但高达故事中有一个持续的主题是孩子们失去父母并最终找到自己的道路。消极之处在于《高达F91》需要更多探索“太空贵族”的背景，电影中明显展示了深层虚伪，而在现实世界中，贵族有着荣誉的概念。观众最终没有看到续集是一种耻辱，导致这部作品几十年来一直被遗忘。总的来说，《高达F91》是一部精致的动画电影，但其潜力没有得到充分发挥。本片本可以填补高达系列其他几部作品之间的空白，并且是那些想要阅读《海盗高达》漫画的人必看的作品。然而，尽管制作标准很高，但这部动画仍然被认为是一次被错失的机会，无论是在1990年代初还是在2010年代末。
Anime News Network警告道：很容易认为一切都可能会变得很好，但这是错误的。虽然《高达F91》画面和动画对于当时来说是令人难以置信的，但剧情本身混乱，故事充满漏洞。西布克强迫可爱的塞西莉亚参加她不想去的选美比赛。在两人疯狂相爱之前，这仅是他们关系的唯一提及。因此，《高达F91》变成了一系列不合逻辑的巧合。在故事开篇的空袭之后，西布克和一群不到16岁的陌生孩子们与“太空方舟”号练习舰相遇，而各种各样的船员面对经验丰富的死亡先锋军士兵展开有效的战斗。影片却从来没有解释过为什么训练船上装载了高达技术的最新成就。经验丰富的粉丝会在《高达》的其他系列中找到许多相似之处。“孩子们与坏人战斗”的想法已经在白色方舟、白色基地、阿伽玛等多艘曾单独行动的舰只中体现过。当然，片中的“反派”是认为自己比所有人都好的贵族。高达驾驶员之间的爱情与整个高达系列一样古老。问题在于缺乏背景：“熟悉和已经存在”的情况并不适用。从一开始，本片叙事就充满了奇怪的跳跃，迫使观众将零散的事件联系起来：一场戏中，西布克和他的父亲在宇宙巴比伦的废墟中，下一场他们就已经在太空中飞行的高达F91中了。原本13集的剧情板书不足以解释人物的动机和逻辑。西布克在影片开始一个小时后才开始驾驶高达F91。本片中所有的机动战士都是由大河原邦男设计的，后来他也参与了《V高达》的制作。《F91》向《V高达》借鉴了很多，就好像1993年的系列是一种扩展版本：关于生物节律的性质和功能的解释先于精神能力导致胜利的情节。在这两种情况下，主人公的母亲都参与设计了高达，并解释说这不是为了她的儿子（她所说的是为了别人的一切都会好的）。在不连贯的情节中可以看出富野的风格——父母不了解自己的孩子。电影结尾有一个虚假的标语“这只是开始”。续集计划从未实现，导致项目分裂成分支。死亡先锋成为了漫画的基础。也许《机动战士高达F91》最好保持独立，成为宇宙世纪的一个被遗忘的注释。否则，它会太令人困惑了。
由于制作中的冲突而造成的篇幅削减，也导致了本片在票房上的失败。动画作家兼电影导演庵野秀明评价称，这部本片是一部“奇怪的电影”。他认为最大的失败在于，平时不信任日昇工作室的动画师的富野由悠季，却在这部作品中选择信任了他们，结果暴露了自己拙劣的导演技巧。然而，庵野秀明对本片的角色造型设定表示赞赏，特别是卡罗佐·罗纳因悔恨而扮演铁假面的描写，他指出这反映出了日本浓厚的羞耻文化。动画导演兼音乐制作人幾原邦彥表示，安彦良和的角色设计表面过于完美，导致作品的平衡失调，反而令人感到不舒服。他谈到了卡罗佐·罗纳扮演铁假面的情节，认为这个角色代表了当时导演富野由悠季的心理状态，他在制作过程中对家人和工作人员感到后悔和道歉，但同时也展现了他对对暴力行为的两面性态度。此外，他还指出了主人公不依赖于他人的特点，认为这反映了当时富野由悠季心中的矛盾之处：一方面他“渴望被年轻人击败”，另一方面又“渴望被击败后希望自己卷土重来”。在故事的结尾，通过让卡罗佐的女儿和主人公再次相遇，并营造出卡罗佐与他们之间的虚拟亲子关系，他认为这展现了富野由悠季将高达交给年轻一代，自己却想轻松地创作高达的意图。电影导演及动画导演押井守认为，这部作品是导演富野由悠季再次涉足年轻人的世界，并试图进行创作的结果，但却是彻底的失败。他揭露内幕称富野被本片制作组的女性工作人员批评为“只是个凭空想象的少年”，并严厉批评了本作因过于迎合某些方面而使得作品本身的力量也变得平庸无奇。
在香港上映時，富野由悠季到訪當地並接受了多家傳媒訪問。對於本片在日本反應不佳，他歸咎於製作時間緊迫，以及該時期已湧現不少同類作品，以致未能吸引新一代觀眾，又指故事相對於舊作過於複雜、女主角形象不夠可愛，亦承認本片的機械設定華而不實。

## 脚注

### 出处
1. ↑   . キネマ旬報. 1992-02-15, (1076): 202 （日语）.
2. 1 2 3  . MANTANWEB（まんたんウェブ）. 2023-12-24  [2024-04-13]. （原始内容存档于2024-04-03） （日语）.
3. ↑  . バンダイホビーサイト.   [2020-02-29]. （原始内容存档于2020-02-29） （日语）.
4. ↑  . RENOTE [リノート]. 2023-11-18  [2024-04-13]. （原始内容存档于2024-04-13） （日语）.
5. 1 2  . akiba-souken.com. 2023-12-04  [2024-04-17]. （原始内容存档于2024-04-17） （日语）.
6. ↑  . GUNDAM.INFO.   [2021-01-23]. （原始内容存档于2021年1月29日） （日语）.
7. 1 2 3 4 5 6 7  . エキサイトニュース. 2023-12-22  [2024-04-17]. （原始内容存档于2024-04-17） （日语）.
8. ↑  . GUNDAM.INFO.   [2020-03-29]. （原始内容存档于2020-05-13） （日语）.
9. 1 2  . バンダイチャンネル.   [2020-03-29]. （原始内容存档于2013年4月4日） （日语）.
10. 1 2 3 4 5 6 7 8 9 10 11 12 13 14 15 16 17  . 双葉社. 2018-12: 38–42. ISBN 978-4-575-46513-6 （日语）.
11. ↑  津田まさき. . ふたまん＋.   [2024-04-24]. （原始内容存档于2024-04-24） （日语）.
12. 1 2 3 4  吉岡哲臣 (编). . . 好奇心ブック107号 21. 双葉社. 2006-07-15: 68. ISBN 4-575-46431-7 （日语）.
13. 1 2 3 4 5 6 7 8  . 『機動戦士ガンダム 逆襲のシャア』公式サイト. 株式会社サンライズ. 2018-05-25  [2021-05-08]. （原始内容存档于2020-02-07） （日语）.
14. 1 2 3 4  . . 講談社ヒットブックス(17). 講談社. 1991-05-12: 90–91. ISBN 4-06-177717-3 （日语）.
15. ↑  北野太乙 (编).  . 八幡書店. 1998: 72. ISBN 9784893503251 （日语）.
16. ↑  . Sunrise.   [2023-02-23]. （原始内容存档于2023-02-23） （日语）.
17. 1 2 3 4  Lauren Orsini. . Anime News Network. 2017-03-04  [2023-02-26]. （原始内容存档于2023-02-26） （英语）.
18. ↑  Michael Toole. . Anime News Network. 2011-09-25  [2022-04-26]. （原始内容存档于2022-04-26） （英语）.
19. ↑  Camp (2007)，第222頁.
20. ↑  . GUNDAM.INFO.   [2020-03-29]. （原始内容存档于2020-05-13） （日语）.
21. ↑  . nikkansports.com.   [2021-10-13]. （原始内容存档于2021-10-29） （日语）.
22. 1 2 3 4 5  . 双葉社. 2020-12: 28. ISBN 978-4-575-46525-9 （日语）.
23. 1 2 3 4 5 6 7 8 9   8. 双叶社. 2003-03. ISBN 978-4575464122 （日语）.
24. 1 2 3 4 5 6 7 8 9 10 11 12 13 14 15 16 17 18 19   . バンダイ. 1991-05: 48–58. ISBN 978-4-89189-155-8 （日语）.
25. ↑  . Kadokawa Bookstore. 2002-12. ISBN 978-4048535656 （日语）.
26. 1 2 3 4 5 6  Ollie Barder. . Forbes. 2022-01-26  [2023-02-27]. （原始内容存档于2023-02-27） （英语）.
27. ↑  . 双葉社. 2018-12: 16–17. ISBN 978-4-575-46513-6 （日语）.
28. ↑  . 双葉社. 2019-09: 21. ISBN 978-4-575-46517-4.
29. ↑  . 双葉社. 2020-12: 45. ISBN 978-4-575-46525-9 （日语）.
30. ↑  . マグミクス.   [2024-04-24]. （原始内容存档于2024-05-07） （日语）.
31. ↑  酒井征勇 (编). . . ケイブンシャの大百科. 勁文社. 1991-05-17: 209. 雑誌コード 63549-61.
32. 1 2   14. 双葉社. 2004. ISBN 4-575-46424-4 （日语）.
33. ↑  氷川竜介（構成・監修）. . 小牧雅伸  (编). . vol.4（総括編）. ラポート. 1999-04-25: 175. ISBN 4-89799-390-3 （日语）.
34. ↑   8. 双葉社. 2003. ISBN 4-575-46412-0 （日语）.
35. 1 2   . 双葉社. 2018-12-18. ISBN 978-4-575-46513-6 （日语）.
36. ↑  . 双葉社. 2019-09: 38. ISBN 978-4575465174 （日语）.
37. ↑  . 角川書店. 2002. ISBN 4-04-853565-X （日语）.
38. ↑  F91オフィシャルエディション (1991)，第11頁.
39. ↑  小説版F91下 (1991)，第314-315頁.
40. 1 2  GUNDAM DESIGN WORKS (1999)，第59頁.
41. 1 2  ファクトファイル32 (2005)，第1-4頁.
42. ↑  F91オフィシャルエディション (1991)，第81頁.
43. ↑  パーフェクトファイル109 (2013)，第1-4頁.
44. ↑  ラポートF91 (1991).
45. ↑  F91オフィシャルエディション (1991)，第76頁.
46. 1 2 3 4  F91オフィシャルエディション (1991)，第48-58頁.
47. ↑  . 朝日新聞デジタル. 2015-02-28  [2015-03-24]. （原始内容存档于2019-05-23） （日语）.
48. 1 2 3 4  . Kadokawa Shoten. 1991: 94–96. ISBN 9784048522502 （日语）.
49. 1 2  F91パーフェクトファイル (1991)，第72-73頁.
50. ↑  B-CLUB57 (1990)，第9頁.
51. 1 2  F91パーフェクトファイル (1991)，第76頁.
52. ↑  . ねとらぼ調査隊. 2023-03-12  [2024-04-17]. （原始内容存档于2024-04-17） （日语）.
53. ↑  . RENOTE [リノート]. 2023-04-25  [2024-04-17]. （原始内容存档于2024-04-17） （日语）.
54. ↑  . RENOTE [リノート]. 2023-11-18  [2024-04-17]. （原始内容存档于2024-04-13） （日语）.
55. ↑  . マイナビニュース. 2018-07-06  [2024-04-17]. （原始内容存档于2024-04-17） （日语）.
56. ↑  岡崎昭行; 美樹本晴彥; GUNDAM ACE. . 由大佐; 鄭人彥翻译. 台灣: 台灣角川. 2013-07-25: 156. ISBN 9789863254584 （中文（臺灣））.
57. ↑  . RENOTE [リノート]. 2023-04-25  [2024-04-17]. （原始内容存档于2023-07-30） （日语）.
58. 1 2 3  Orsini, Lauren. . Anime News Network. 2017-03-04  [2024-04-17]. （原始内容存档于2023-02-26） （英语）.
59. 1 2 3 4  亮太, 藤津.  [（第2页）《机动战士高达 逆袭的夏亚》仅看“开头90秒”就能知道“这不是普通作品”的理由]. 文春オンライン. 2025-03-22  [2025-05-26]. （原始内容存档于2025-05-26） （日语）.
60. 1 2   [【回顾1991年动画歌曲的历史】动画《机动战士高达F91》森口博子《ETERNAL WIND～微笑在闪耀的风中～》【连载第65卷】]. アニメイトタイムズ. 2020-07-07  [2024-04-17]. （原始内容存档于2024-04-17） （日语）.
61. ↑  . MANTANWEB（まんたんウェブ）. 2020-08-31  [2024-04-18]. （原始内容存档于2024-04-18） （日语）.
62. ↑  . 映画ナタリー. 2020-05-22  [2020-11-19]. （原始内容存档于2020-05-23） （日语）.
63. ↑  . Oricon. 2020-08-05  [2023-02-24]. （原始内容存档于2023-02-24） （日语）.
64. ↑  .   [2023-05-14]. （原始内容存档于2022-05-26）.
65. ↑  . 電撃ホビーウェブ. アスキー・メディアワークス. 2020-11-06  [2020-11-19]. （原始内容存档于2020-11-06） （日语）.
66. ↑  .   [2023-03-07]. （原始内容存档于2023-03-07）.
67. ↑  . Oricon.   [2023-03-07]. （原始内容存档于2023-03-07） （日语）.
68. 1 2  Chris Beveridge. . The Fandom Post. 2017-01-14  [2023-03-11]. （原始内容存档于2022-09-21） （英语）.
69. ↑  .   [2023-03-09]. （原始内容存档于2023-03-09） （英语）.
70. ↑  .   [2023-03-09]. （原始内容存档于2023-03-09） （日语）.
71. ↑  . Oricon.   [2023-03-09]. （原始内容存档于2023-03-10） （日语）.
72. ↑  .   [2023-03-10]. （原始内容存档于2023-03-10） （日语）.
73. 1 2  .   [2023-03-11]. （原始内容存档于2023-03-11） （英语）.
74. ↑  . 電影雙周刊. 1992-01-23, (334): 8 （中文（香港））.
75. ↑  白普. . 電影雙周刊. 1991-06-27, (319): 68-70 （中文（香港））.
76. ↑  Beez. .   [2010-06-03].
77. 1 2 3  . 2019-12-30  [2024-05-19]. （原始内容存档于2023-12-04） （英语）.
78. ↑  . Kadokawa Shoten.   [2023-03-12]. （原始内容存档于2020-08-07） （日语）.
79. ↑  Anime News Network. .   [2010-06-03] （英语）.
80. ↑  . mangapedia. （原始内容存档于2024-05-23） （日语）.
81. ↑  .   [2023-03-12]. （原始内容存档于2023-03-12）.
82. ↑  （英文） Chris. . mahq.net.   [2010-06-03]. （原始内容存档于2012-09-03） （英语）.
83. ↑  （英文） Wikia Gundam. .   [2010-06-03].
84. ↑  （英文） mangaupdates.com Gundam. .   [2010-06-03].
85. ↑  . Gundam Ace.   [2024-01-26]. （原始内容存档于2024-02-18） （日语）.
86. ↑  . Gundam Ace.   [2023-03-12]. （原始内容存档于2023-03-12） （日语）.
87. ↑  . Gundam Ace.   [2023-03-12]. （原始内容存档于2023-03-12） （日语）.
88. ↑  . Gundam Ace.   [2023-03-12]. （原始内容存档于2023-03-12） （日语）.
89. ↑  . Gundam Ace.   [2023-03-12]. （原始内容存档于2023-03-12） （日语）.
90. ↑  . Gundam Ace.   [2023-03-12]. （原始内容存档于2023-03-12） （日语）.
91. ↑  .   [2023-03-12]. （原始内容存档于2023-03-12）.
92. ↑  .   [2023-03-12]. （原始内容存档于2023-03-12）.
93. ↑  Ollie Barder. . Forbes. 2016-09-12  [2023-03-13]. （原始内容存档于2023-03-13） （英语）.
94. ↑  . 月刊ガンダムエース.   [2020-10-10]. （原始内容存档于2020-09-24） （日语）.
95. ↑  . GUNDAM.INFO.   [2020-10-12]. （原始内容存档于2020-02-26） （日语）.
96. 1 2  . MANTANWEB（まんたんウェブ）. 2024-04-25  [2024-07-29]. （原始内容存档于2024-07-29） （日语）.
97. ↑  （英文） mahq.net. .   [2010-06-03].
98. ↑  . Banpresto.   [2021-12-28]. （原始内容存档于2021-12-28） （日语）.
99. ↑  . Bandai Namco Games.   [2021-12-28]. 原始内容存档于2010-12-04 （日语）.
100. ↑  . Bandai Namco Entertainment.   [2021-12-28]. （原始内容存档于2023-02-02） （日语）.
101. ↑  . Bandai Namco Entertainment.   [2021-12-28]. （原始内容存档于2023-06-07） （日语）.
102. ↑  .   [2024-05-19]. （原始内容存档于2024-04-13）.
103. ↑  .   [2024-05-19]. （原始内容存档于2024-02-02）.
104. ↑  .   [2024-05-19]. （原始内容存档于2024-02-02）.
105. ↑  .   [2024-05-19]. （原始内容存档于2024-02-18）.
106. ↑  . Bandai Namco Games.   [2021-12-28]. 原始内容存档于2012-10-21 （英语）.
107. ↑  .   [2024-05-19]. （原始内容存档于2023-10-18） （日语）.
108. ↑  . 2017-12-21  [2024-05-19]. （原始内容存档于2023-04-26） （日语）.
109. ↑  . 2023-08-28  [2024-05-19]. （原始内容存档于2023-10-18） （日语）.
110. ↑  .   [2023-03-05]. （原始内容存档于2023-03-05） （英语）.
111. ↑  . Oricon.   [2023-03-05]. （原始内容存档于2023-03-05） （日语）.
112. 1 2 3 4 5  Chris Beveridge. . The Fandom Post. 2013-08-01  [2023-03-08]. （原始内容存档于2021-10-21） （英语）.
113. ↑  .   [2023-03-06]. （原始内容存档于2023-03-06） （英语）.
114. 1 2 3 4 5 6 7 8  Don Houston. . DVD Talk. 2004-11-23  [2023-03-06]. 原始内容存档于2004-11-24 （英语）.
115. ↑  Chris Guanche. . mahq.net. 2001  [2010-06-03]. （原始内容存档于2013-07-03） （英语）.
116. ↑  （英文） Kavik Ryx. . nihonreview.com.   [2010-06-03].
117. ↑  Gundam-France. .   [2010-06-03]. （原始内容存档于2009-10-06）.
118. ↑  Beez. .   [2010-06-03].
119. ↑  Takato. . manga-news.com. 2009  [2010-06-03].
120. ↑  .   [2024-05-19]. （原始内容存档于2020-09-28） （日语）.
121. ↑  Clements & McCarthy (2006)，第257—258頁.
122. ↑  Sage Ashford. . Comic Book Resources. 2022-11-24  [2023-02-27]. （原始内容存档于2023-02-27） （英语）.
123. ↑  .   [2024-05-19]. （原始内容存档于2023-10-16）.
124. ↑  Toussaint Egan, Jason DeMarco. . Paste. 2022-11-18  [2023-01-09]. （原始内容存档于2021-01-02） （英语）.
125. 1 2 3  Camp (2007)，第219頁.
126. ↑  Camp (2007)，第223頁.
127. ↑  Ollie Barder. . Forbes. 2017-03-07  [2023-03-03]. （原始内容存档于2023-03-03） （英语）.
128. ↑  Michael Toole. . Anime News Network. 2011-09-25  [2022-04-26]. （原始内容存档于2022-04-26） （英语）.
129. 1 2 3  庵野秀明 (编). . ハッピー興行新社. 1993年12月30日: 37、70、81 （日语）.
130. 1 2 3 4  庵野秀明 (编). . ハッピー興行新社. 1993年12月30日: 81–82 （日语）.
131. 1 2  庵野秀明 (编). . ハッピー興行新社. 1993年12月30日: 64 （日语）.
132. ↑  黃浩然. . 電影雙周刊. 1991-07-25, (321): 38 （中文（香港））.